# Рахула (Саку)
Ра́хула (эст. Rahula) — деревня в волости Саку уезда Харьюмаа, Эстония. Старейшина деревни — Айгар Пруул (Aigar Pruul).

## География и описание
Расположена в северной части Эстонии, в 9 км к юго-западу от Таллина. На северe деревня граничит с деревней Сауэ, на востоке — с Юкснурме. Высота над уровнем моря — 43 метра.
Климат — умеренный. Официальный язык — эстонский. Почтовые индексы: 76414, 76415.

## Население
По данным переписи населения 2021 года, в Рахула насчитывалось 144 жителя, из них 135 (93,8 %) — эстонцы.
По данным переписи населения 2011 года, в деревне проживали 143 человека, из них 139 (97,2 %) — эстонцы.
Численность населения деревни Рахула:
| Год  | 1959 | 1970  | 1974  | 1979 | 1989 | 2000 | 2011  | 2021  |
| ---- | ---- | ----- | ----- | ---- | ---- | ---- | ----- | ----- |
| Чел. | 141  | ↘ 108 | ↘ 104 | ↘ 83 | ↘ 75 | ↗ 94 | ↗ 143 | ↗ 144 |

## История
Первые упоминания о деревне содержатся в датской поземельной книге 1241 года (Rauwalæ).
В 1534 году упоминается Raulakulla, в 1796 году — Rahhola (деревня, корчма, мыза).
В 1526 году деревня принадлежала ревельскому комтуру Ливонского ордена. В 1586 году деревня была сожжена, а крестьяне переселены.
На территории деревни находится рыцарская мыза Раххола (нем. Rahhola, Рахула, эст. Rahula mõis), первые упоминания о которой датируются XVII веком. Мызный комплекс был построен в период 1716–1726 годов. Изначально Раххола была побочной мызой мызы Форби, но вскоре стала самостоятельной. В 1741 году русская царица Анна Леопольдовна подарила земли Раххола Абраму Петровичу Ганнибалу, который перестроил мызу и назначил её управляющим брата своей жены, Карла Георга фон Шеберга. Современное здание мызы было построено в XIX веке.

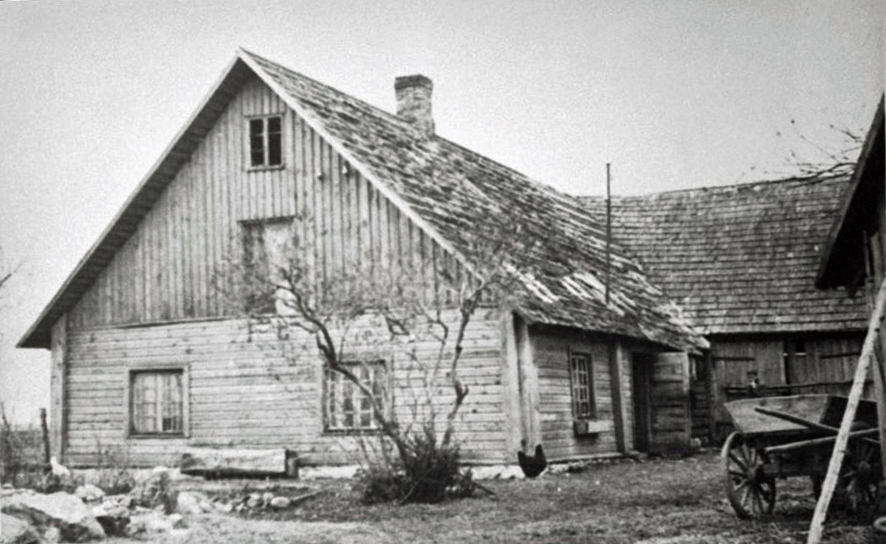
Хутор Каутьяла в деревне Рахула, где в 1920 году скрывался эстонский революционер Виктор Кингисепп

В 1866 году на основе земель мыз Раххола (Рахула) и Ванамойз (Ванамыйза) была создана волость Ванамыйза-Рахула, которая просуществовала до 1886 года и была разделена на две волости. Самостоятельная волость Раххола (Рахола) просуществовала до 1891 года и была объединена с волостью Сауэ.
5 декабря 1945 года деревня вошла в состав Сауэского сельсовета, в 1976 году — в состав Сакуского сельсовета. В советское время в деревне находился Рахулаский центр Опорно-показательного совхоза «Саку».

## Комментарии
1. ↑  Эстонские топонимы, оканчивающиеся на -а, не склоняются и не имеют женского рода (исключение — Нарва)[9].